# Folkeafstemningen i Tyskland 1933
Folkeafstemningen i Tyskland 1933 handlede om at trække Tyskland ud af Folkeforbundet, valget blev afholdt i Tyskland den 12. november 1933 sammen med rigsdagsvalget. Foranstaltningen blev godkendt af 95,1% af vælgerne, med en valgdeltagelse på 96,3%.
Valgdeltagelsen var størst i Pfalz regionen, hvor 98,4% af de registrerede vælgere afgav deres stemmer. Med 90%, var det laveste i det velhavende Berlin område Potsdam. I Østpreussen, højborg af Junkers, støttede tilbagetrækning med 97,3%, mens der i Hamburg, tidligere der kommunister fik flest stemmer, stemte kun 83,9% for. Denne regionale forskel blev gentaget i folkeafstemningen 1934. Generelt i de katolske dele af landet var der mere støtte imod og byerne mindre støtte for tilbagetrækning, men den samlede støtte var højere end tildeling af præsidentens beføjelser til Adolf Hitler i 1934. Af den demokratiske karakter folkeafstemningen havde, skriver politolog Arnold Zurcher at "der uden tvivl var en hel del af "immateriel officiel pres", men [sandsynligvis meget lidt] ligefrem tvang og intimidering ved stemmeurnerne.".

## Resultater
| valg                            | Stemmer    | %     |
| ------------------------------- | ---------- | ----- |
| For                             | 40.633.852 | 95,1  |
| Imod                            | 2.101.207  | 4,9   |
| Ugyldige/blanke stemmer         | 757.676    | –     |
| Total                           | 43.492.735 | 100%  |
| Registrerede vælgere/deltagelse | 45.178.701 | 96,3% |
| Kilde: Nohlen & Stöver          |            |       |